# Tylecodon bodleyae
Tylecodon bodleyae ist eine Pflanzenart der Gattung Tylecodon in der Familie der Dickblattgewächse (Crassulaceae). Das Artepitheton bodleyae ehrt die südafrikanische Pflanzenillustratorin Elise Bodley van Wyk (1922–1997).

## Beschreibung
Tylecodon bodleyae wächst aus einer knolligen Basis mit gelbbrauner, abschälender Rinde als zwergige, aufrechte und wenig verzweigte sukkulente Pflanze und erreicht Wuchshöhen von 10 cm. Die aufsteigenden Triebe sind graugrün mit dunklen Längsstreifen und an den Knoten gegliedert. Jüngere Triebe haben einen Durchmesser von 4 bis 5 mm. Die kurzen Phyllopodien sind gestutzt. Die verkehrt eiförmigen bis elliptischen Blätter sind grün bis blassgrün gefärbt und 8 bis 15 mm lang und 6 bis 14 mm breit. Sie sind an der Basis keilförmig und an der Spitze zugespitzt geformt und entweder kahl oder mit wenigen Drüsenhaaren besetzt.
Die Blütenstände bilden bis zu 4 cm lange Thyrsen mit 1 bis 2 Monochasien, die wiederum in 1 bis 2 aufrechten Einzelblüten enden. Der Blütenstiel wird 6 bis 16 mm lang und ist drüsig bis flaumig behaart. Die linealisch zugespitzten Tragblätter werden 1 bis 1,5 mm lang und die dreieckig-lanzettlichen Kelchblätter 3 mm lang und 1 mm breit. Die drüsenhaarige Blütenkrone bildet eine gelblich grüne, trichterförmige Röhre und wird 11 bis 15 mm lang. An der Basis ist diese 3 mm im Durchmesser und weitet sich zum Schlund hin auf 4 mm auf. Die länglichen Zipfel besitzen auf der Innenseite lange Haare, sind ausgebreitet, später dann zurückgerollt und werden 5 mm lang und 2,5 mm breit. Die gelblich grünen Nektarschüppchen sind länglich aufrecht und ausgerandet und werden 1 mm lang und 0,5 mm breit.

## Systematik und Verbreitung
Tylecodon bodleyae ist in der südafrikanischen Provinz Nordkap in der Sukkulentenkaroo auf steilen, quarzitischen Sandsteinfelswänden verbreitet. Die Erstbeschreibung erfolgte 1992 durch Ernst Jacobus van Jaarsveld.